# Raymond Queneau

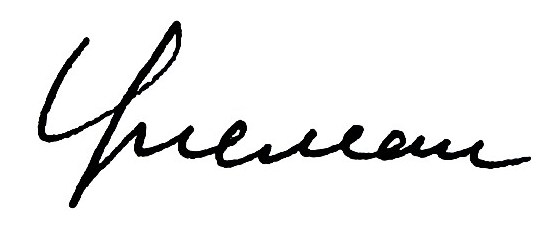
La firma di Queneau

Raymond Queneau (IPA: [ʁɛˈmɔ̃ kəˈno]; Le Havre, 21 febbraio 1903 – Parigi, 25 ottobre 1976) è stato uno scrittore, poeta e drammaturgo francese, cofondatore del gruppo letterario OuLiPo.

## Biografia

### I primi anni di vita e il percorso scolastico
(Incipit di Chêne et chien)
Nato da Auguste Henri Queneau, commerciante ed ex militare, e da Joséphine Augustine Julie Mignot, Raymond studia musica durante il periodo scolastico (pianoforte, solfeggio) e da bambino frequenta il compositore svizzero Arthur Honegger. La passione per la musica gli deriva dalla madre che, come scrive Queneau nel suo romanzo in versi Chêne et chien, "...aveva un'anima musicale e suonava il pianoforte".
Frequenta il liceo di Le Havre dal 1908 al 1920 insieme ad Armand Salacrou, Jean Piel, Jean Dubuffet e sostiene in modo eccellente le prove di latino, di greco e di filosofia del baccalauréat.
In questo periodo scrive molto e si interessa con passione alla matematica e al cinema, interessi che saranno importanti per tutta la sua vita.
Nel 1914, anno della prima comunione, comincia a tenere un diario, ma è la guerra e una buona parte di Le Havre si mobilita. Il ragazzo continua a studiare, rivelando quella che sarà la sua tipica mania di tenere liste, inventari, statistiche, mappe e di interessarsi un poco a tutte le discipline (archeologia, algebra, logica, geologia, egittologia). Ogni tanto la mamma lo porta a Touraine dalla nonna. Gli piacciono particolarmente Charlot, Verhaeren e gli aeroplani, e già comincia a scrivere (romanzi, poesie, alcune cose conservate, ma inedite, altre bruciate da lui stesso poco tempo dopo).
Alla fine della guerra tra le sue letture preferite mette Apollinaire, Bloy, Poe, Rimbaud, poi Laforgue, Conan Doyle, Verlaine, ma si interessa anche di avanguardia, di dadaismo e psicoanalisi e riceve una medaglia offerta dalla città quale studente meritevole, in occasione del diploma.
Nel 1920 si iscrive alla Sorbona e i genitori, per stare vicino al figlio, vendono il negozio e comprano una casa a Épinay-sur-Orge dove si trasferiscono.
A Parigi scopre i surrealisti e si abbona alla rivista Littérature, diretta da Breton, Aragon e Soupault.
È il 1921, anno di studio, ma anche di giochi (come gli scacchi e il biliardo) e di scoperte (l'anarchismo, la pipa, altre letture tra cui Proust, che aveva provato a leggere in precedenza trovandolo "soporifero", ma dal quale ora è conquistato). Durante le vacanze estive del 1922 soggiorna per due mesi in Inghilterra a Londra. L'anno successivo legge per quattro volte consecutive i 32 volumi di Fantômas.
È di questo periodo la sua adesione al surrealismo e la frequenza al gruppo interrotta però a novembre 1925, quando parte per il servizio militare con il terzo reggimento zuavi mandato dapprima a Parigi, poi a Marsiglia e durante le guerre del Rif, dal novembre 1925 all'aprile 1927, in Algeria e in Marocco. In questo ultimo periodo segue il corso di commercio e di inglese commerciale alla Scuola Universale per corrispondenza di Parigi e nel 1927, dopo aver ottenuto il diploma, lavora come impiegato al servizio titoli del "Comptoir national d'escompte de Paris" fino all'agosto dello stesso anno. Aveva intanto concluso brillantemente gli studi universitari ottenendo l'11 marzo del 1926 la "licence dès lettres" dopo il "certificat" di filosofia generale e logica acquisito nel 1923, il "certificat" di storia generale della filosofia e psicologia nel 1924 e il "certificat" di morale e sociologia nel 1925.

### Il matrimonio e le amicizie
Nel luglio del 1927 lascia Epinay-sur-Orge e si trasferisce a Parigi dove frequenta Jacques Prévert, Robert Desnos, Michel Leiris, Benjamin Péret, Man Ray e conosce Janine Kahn (cognata di Breton, che aveva sposato la sorella di lei, Simone). Raymond e Janine si sposano a luglio del 1928 senza avvertire le proprie famiglie.
Dopo un viaggio in Costa Azzurra, dove ritrovano Prévert, André Masson e altri artisti, i due rientrano a Parigi, mentre Breton lascia la moglie (che nel frattempo è divenuta amante di Max Morise) e chiede a Raymond di non rivolgerle più la parola. Queneau non può accettare e tra i due avviene la rottura, amplificata dalla pubblicazione di Un Cadavre (un pamphlet contro Breton firmato da Bataille, Carpentier, Vitrac e altri, e che comprende anche la poesia Dédé di Queneau).
Dal 5 agosto al 27 ottobre 1929 Queneau soggiorna in Portogallo e legge Joyce. Risale al 1930 l'amicizia con Bataille e al 1931 la collaborazione con la rivista La Critique sociale di Boris Souvarine, collaborazione che continuerà fino al 1933 con una ventina circa di recensioni di libri e riviste oltre un articolo scritto con Bataille, La Critique des fondements de la dialectique hégélienne per il centenario della morte del filosofo.

### I corsi all'École pratique des hautes études
(Raymond Queneau, Una storia modello)
Nel 1933 segue i corsi di Alexandre Kojève sulla Fenomenologia dello Spirito di Hegel e quelli di Henri-Charles Puech sulla gnosi e sul manicheismo all'École pratique des hautes études, corsi che frequenterà assiduamente fino al 1939. Il suo interesse agli argomenti kojèviani e la sua partecipazione, fanno sì che, oltre che lettore, Queneau diventi amico del maestro russo e addirittura curatore delle lezioni da lui tenute fra il 1933 e il 1939, che verranno pubblicate nel 1947, dopo la seconda guerra mondiale, per i tipi di Gallimard col titolo Introduction à la lecture de Hegel.

### Le Chiendent e l'esordio letterario
Dopo diversi articoli sparsi, nel 1933, rifiutato da Robert Denoël e accettato da Gaston Gallimard esce il primo volume a sua firma, Le Chiendent, romanzo che viene giudicato un "compromesso tra Jarry e Aragon". Il romanzo, dedicato alla moglie Janine, ottiene il Prix des Deux-Magots di 1300 franchi. Gallimard sarà l'editore di gran parte delle sue pubblicazioni.

### La nascita del figlio e la rottura con Bataille
All'inizio del 1934 si lega al pittore Jean Hélion e allo scrittore statunitense Henry Miller, giunto da poco in Francia. Il 21 marzo dello stesso anno nasce il figlio Jean-Marie Charles e avviene la rottura con Bataille che fu, come scrive Giacomo Magrini "... determinata molto probabilmente da un dissidio intellettuale, e dal desiderio di Queneau di lavorare in libertà, senza sentire la pressione e subire l'influenza dell'amico, su esperienze tematiche (la follia, il male, l'erotismo, la politica, la santità) che aveva in comune, sia nella loro singolarità sia soprattutto nel loro intreccio, con Bataille".
Jean Paulhan gli chiede di mandargli qualche articolo per la rivista "NRF" che dirige, e nel 1934 esce Gueule de pierre oltre a, pseudonima, la traduzione di Le mystère du train d'or di Edgar Wallace.

### La collaborazione all'Intransigeant e l'iperattività letteraria
A giugno del 1936 si trasferisce con moglie e figlio a Neuilly-sur-Seine, in rue Casimir-Pinel, dove abiterà fino alla morte. A novembre dello stesso anno inizia a collaborare al giornale L'Intransigeant e terrà fino all'ottobre del 1938 una rubrica quotidiana fatta di domande e di risposte intitolata Connaissez-vous Paris?
Il raffreddarsi del rapporto con Bataille, altre traduzioni (tra cui Sinclair Lewis) e progetti di riviste (tra cui La Bête noire, 8 numeri, aprile 1935-febbraio 1936), nonché nuove letture esoteriche, lo portano a una crisi metafisica alla quale reagisce con iperattività letteraria, scrivendo anche per la firma d'altri (notoriamente Mes souvenirs de chasseur de chez Maxim's di José Roman, per esempio) e cominciando molti testi che saranno stampati più tardi.
Sempre nel 1936 esce Les Derniers jours e nel 1937, escono Chêne et chien e Technique du roman (uno dei suoi articoli più interessanti, raccolto più tardi in Bâtons, chiffres et lettres), quindi fa parte dei comitati di lettura di Gallimard (inizialmente solo per i testi inglesi, in seguito in posizione sempre più centrale e influente).
L'estate porta la moglie in vacanza dalla cognata (nel frattempo divorziata da Breton e sposata a Michel Collinet). Escono Les enfants du limon e Un rude hiver, e si sente meglio, più riconosciuto, meno precario (accetta anche di tener un corso all'École Nouvelle di Neuilly), ma i nazisti invadono la Francia e il 24 agosto del 1939 è richiamato alle armi. Congedato il 20 luglio 1940 vive la Parigi occupata, collaborando alla Nouvelle Revue Française diretta da Pierre Drieu La Rochelle e diventando amico di Marguerite Duras.

### La collaborazione con la Gallimard
Scrive Pierrot mon ami, e collabora all'organizzazione dei concerti e delle mostre che Gaston Gallimard fa tenere per promuovere la "Bibliothèque de la Pléiade". Si occupa dell'enciclopedia nella stessa collana, e scrive ancora Loin de Rueil. Ormai frequenta tutti gli intellettuali rimasti a Parigi (da Boris Vian a Albert Camus, da Sartre a Picasso, ecc.). Max Jacob però nel 1944 muore, Denoël è arrestato, Drieu La Rochelle si suicida. Il 12 novembre 1945 anche Queneau è chiamato a testimoniare davanti alla Commissione di epurazione francese. È ormai un importante e influente membro della casa editrice, dove dirige anche la collana "La Plume au Vent". Firma il manifesto degli intellettuali che invita a votare "sì" al referendum sulla Costituzione. Il suo ruolo prevede sempre più occasioni mondane, presentazioni di scrittori, ospitalità, giurie, viaggi e conferenze.

### Importanti cariche
Nel 1944 viene eletto membro del direttivo del "Comitato nazionale degli scrittori" (C.N.E.), che era sorto dalla Resistenza, e il 10 febbraio 1946 vicepresidente fino al 4 maggio 1947. Nel frattempo collabora al quotidiano, nato dalla stampa clandestina, "Front national", dove tiene, fino al 1945 una rubrica di critica letteraria che spazia dalla storia, alla linguistica, alla filosofia, alla sociologia, alla fisica, al teatro e al cinema con un totale di 56 articoli tra cui 30 saranno ripresi in Bâtons, Chiffres et Lettres con il titolo Lecture pour un front. Nel 1944 diventa anche vicedirettore dei servizi letterari della radio.

### Le poesie, la matematica, il cinema e la musica
Intanto pubblica anche poesie e partecipa a istituzioni di cultura scientifica piuttosto inusuali per un letterato (per esempio la "Société mathématique de France"). Quando la cognata nel dicembre 1949 diventa proprietaria di una galleria d'arte (significativamente chiamata "Artiste et Artisan", al n. 31 di rue de Seine) gli propone di esporre le sue tempere, e Raymond, dopo qualche esitazione, finisce con l'accettare. Eccolo dunque anche pittore. E sceneggiatore, sia pure non sempre con successo (almeno in questa fase), e autore di testi di canzoni (tra cui notoriamente Si tu t'imagines, su musica di Joseph Kosma, e Je te tuerai d'amour su musica di Johnny Hallyday), e di balletti (visto che collabora con Roland Petit fornendo i testi per La Croqueuse de Diamants).
Nel 1947 muore suo padre Auguste e nello stesso anno pubblica On est toujours trop bon avec les femmes, con lo pseudonimo di Sally Mara, a firma del quale pubblicherà due anni dopo un finto diario, il Journal intime) mentre nel 1948 uscirà Saint Glinglin. Sempre nel 1947 scrive la sceneggiatura di Candide 47 segnando così l'inizio del suo coinvolgimento al cinema.
Nel 1950 fa un viaggio a New York, mentre continua a lavorare all'enciclopedia della collana di spicco di Gallimard (dove si è previsto aprire con una Histoire des Littératures), ma anche ad altre collane (come "Écrivains célèbres", presso l'editore Lucien Mazenod). Esce la Petite cosmogonie portative e, nel 1952, La domenica della vita (Le dimanche de la vie).
Nel 1951 viene invitato a far parte dell'Académie Goncourt e il 26 settembre dello stesso anno fonda con Boris Vian il "Club des savanturiers", per gli appassionati di fantascienza. È di questo periodo l'adesione al Collegio di patafisica, la nomina a membro della "Commission du Centre national de la cinématographie" e del "Fonds de développement de l'industrie cinématographique". Collabora anche con Luis Buñuel, in Messico, dove conosce Octavio Paz.
Nel 1954 gli viene offerta la direzione della "Encyclopédie de la Pléiade" che accetta. Nel 1956 riesce finalmente a portare a termine il libro sulla "Bibliothèque idéale", un'inchiesta a cui ha lavorato per diversi anni. Il 1959 è l'anno del suo libro più celebre, Zazie nel metró, che Louis Malle porta sullo schermo l'anno successivo (è il periodo della nouvelle vague e i giovani registi del gruppo riescono ad attrarre molta attenzione, di critica e di pubblico).
Se nel periodo in cui aveva abbracciato il surrealismo di Breton, era rimasto folgorato dalle possibilità espressive del loro approccio alla creazione basato sull'inconscio, sull'accostamento casuale di oggetti e sui sogni, ora ha raggiunto una propria strada ("somma di grazia e forza comica", dirà Italo Calvino), fatta piuttosto di elementi combinati secondo il calcolo matematico e il gioco. Ritiene che gli elementi di un'opera, perfino quelli apparentemente più banali come i numeri di capitolo, siano cose che vanno predeterminate in qualche maniera. Secondo quest'idea nel 1960 lancia, insieme a François Le Lionnais il movimento OuLiPo (Ou-vroir de Li-ttérature Po-tentielle, ossia "Laboratorio di letteratura potenziale"), inizialmente chiamato "Selitex" (Séminaire de littérature expérimentale), un gruppo di ricerca letteraria al quale partecipano anche Georges Perec e Calvino che ha lo scopo di proporre agli scrittori nuove strutture anche di natura matematica o inventare dei nuovi procedimenti artificiali e meccanici per aiutare la creatività.
Negli anni successivi Queneau approfondì ancor di più la matematica per farne uso come sorgente d'ispirazione in ambito letterario (si vedano per esempio i Cent mille milliards de poémes, ma anche gli Exercises de style , usciti una prima volta nel 1947 e ampliati per un'edizione del 1969).
Altri romanzi sono Les Fleurs bleues e Le vol d'Icare, mentre un "saggio" importante è Une Histoire modèle, sorta di riflessione matematica sulla storia. Nel 1972 muore la moglie Janine. Tre anni dopo esce Morale élémentaire (64 poesie).
La salute lo sta però abbandonando e il 25 ottobre 1976 muore a Parigi. Verrà sepolto al cimitero vecchio di Juvisy-sur-Orge.

## La fortuna delle opere in Italia
Nell'immediato dopoguerra apparvero presso importanti case editrici le prime traduzioni italiane dei romanzi di Queneau: nel 1947 Einaudi pubblica Pierrot amico mio e Mondadori Un duro inverno, nel 1948 ancora Einaudi con Il pantano, cioè Le Chiendent e nel 1954, La domenica della vita da Longanesi. La qualità delle traduzioni e la scelta dei romanzi di quel periodo rispecchiano l'immagine che si erano fatta gli italiani di Queneau, quella cioè di un romanziere populista.
Nel 1959 viene pubblicato da Garzanti un libro divulgativo Il movimento surrealista di Franco Fortini e nella terza parte dell'antologia dei testi intitolata I poeti surrealisti è riportata la poesia di Queneau La spiegazione delle metafore (Les Ziaux) oltre a un brano tratto da Le Chiendent, Saturnino filosofo e nel 1960 lo stesso Fortini si cimenta nella traduzione tutt'altro che facile di Zazie nel metró. Nel 1961 la rivista "Il Caffè" dedica a Raymond Queneau il numero 6 della rivista (anno IX, n. 6, dicembre 1961) riportando il breve testo Zazie nella sua giovane età oltre a quattro Texticules di Queneau in francese. Nel 1963 Guanda pubblica L'istante fatale con il testo a fronte e nel 1967 Einaudi pubblica Les Fleur bleues tradotto da Italo Calvino.
Nel 1973 viene pubblicato dai Fratelli Fabbri Una storia modello con una corposa nota introduttiva di Ruggiero Romano e si desta l'interesse per alcuni aspetti dell'opera di Queneau da parte dello storico inglese Richard Cobb che pubblica nel 1976 un saggio intitolato Raymond Queneau segnando un avvicinamento significativo fra letteratura e storia.
A metà degli anni settanta, presso Feltrinelli, viene pubblicato Odile con la traduzione di Grazia Cherchi e la prefazione di Goffredo Fofi ambedue rappresentanti della sinistra critica che ha preparato il Sessantotto e che, come scrive Giacomo Magrini (...) scelgono e mettono in evidenza proprio un testo che contiene una critica non blanda a un movimento al quale il Sessantotto, almeno quello francese e parigino, per più d'un verso si richiamava." (...) Con Odile, Cherchi e Fofì non hanno certo voluto dare un segnale di rinnegamento del recente passato (Fofì prende netta distanza dalla posizione anarchico-qualunquista che, a suo parere, emerge dal romanzo); al contrario, hanno inteso indicare il pericolo d'un pervertimento già in atto delle istanze genuine del Sessantotto, invitando a conservarle."
Durante gli anni 1970 Calvino soggiornò per lunghi periodi a Parigi dove conobbe personalmente Queneau e strinse legami più solidi con la cultura francese. Si ridestò così l'interesse per la persona e le opere dello scrittore francese, interesse che sfociò, negli anni ottanta, nella realizzazione di alcuni validi lavori. Nasce, con il titolo "Segni, cifre e lettere e altri saggi" l'antologia della saggistica di Queneau con una prefazione molto importante di Calvino che permette "(...) una ricostruzione della sua cultura in vista di una comprensione dell'opera." Questa prefazione è stata ristampata nel 1991 da Mondadori in "Italo Calvino, Perché leggere i classici".
Nel 1982 Einaudi pubblica il poemetto la "Piccola Cosmogonia portatile" tradotta da Sergio Solmi con un saggio articolato e minuzioso di Calvino intitolato "Piccola guida alla Piccola Cosmogonia" e infine viene ristampata da Einaudi l'opera "I fiori blu" arricchita da una "Nota del traduttore" simile per le dimensioni e il carattere a un vero e proprio saggio.
Nel 1983 viene infine pubblicato dalla casa editrice Einaudi "Esercizi di stile", tradotto da Umberto Eco con testo originale a fronte.
Di questo periodo bisogna ricordare la monografia di carattere critico pubblicata nel 1981 da Loffredo di Maria Siniscalchi dal titolo "Raymond Queneau o della sdrammatizzazione del linguaggio".
Ancora negli anni Ottanta vengono tradotti da Giuseppe Guglielmi Troppo buoni con le donne (1984), La domenica della vita (1987) e La gramigna.
Nel 1991 viene tradotto da Leonella Prato Caruso Il diario intimo di Sally Mara pubblicato da Feltrinelli e da Einaudi I figli del limo.

## Iniziative per Raymond Queneau
A Verviers, nel Belgio, fu fondato nel dicembre 1976, anno della morte dello scrittore, il "Centre de documentation Raymond Queneau", indispensabile fonte di informazioni di ogni genere. Legati a questo centro sono due periodici che si occupano esclusivamente di Queneau e della sua opera: "Les Amis de Valentin Brù", primo numero 1977, dal 1986 "Cahiers Raymond Queneau"; "Temps Mêlés - Documents Queneau", primo numero 1978.
Dal 1982 si svolgono, a Verviers, colloqui internazionali su Raymond Queneau, che vengono poi pubblicati in "Temps Mêlés - Documents Queneau".

## Opere

### Romanzi
- La gramigna (Le Chiendent, Gallimard, 1933), trad. di Giuseppe Guglielmi, in Romanzi, Torino, Einaudi, 1992. [col titolo Il pantano, trad. di Fernanda Pivano, Torino, Einaudi, 1948]
- Gueule de pierre, Paris, Gallimard, 1934 (poi parte di Saint Glinglin)
- Gli ultimi giorni (Les Derniers Jours, Gallimard, 1936), trad. di Francesco Bergamasco, Introduzione di Arnaldo Colasanti, Collana Grandi Tascabili Economici n.546, Roma, Newton Compton, 2007, ISBN 978-88-541-0783-0.
- Odile (Odile, Gallimard, 1937), trad. di Grazia Cherchi, Nota di Goffredo Fofi, Milano, Feltrinelli, 1976.
- Figli del limo (Les Enfants du limon, Gallimard, 1938), trad. di Bruno Pedretti, Collana Supercoralli, Torino, Einaudi, 1991, ISBN 978-88-061-2379-6.
- Un duro inverno (Un rude hiver, Gallimard, 1939), trad. di Alessandro Chiavolini, Milano, Mondadori, 1947; trad. di Paola Gallo, Prefazione di Stefano Bartezzaghi, Collana Letture, Torino, Einaudi, 2009, ISBN 978-88-061-9676-9.
- Les Temps mêlés: Gueule de pierre II, Paris, Gallimard, 1941 (in parte riscritto per Saint Glinglin)
- Pierrot amico mio (Pierrot mon ami, Gallimard, 1942), trad. di Fabrizio Onofri, Torino, Einaudi, 1947, 1971; Postfazione e appendice bibliografica di Giacomo Magrini, Collana ET. Letteratura n.390, Einaudi, 1996, ISBN 978-88-061-4228-5.
- Lontano da Reuil (Loin de Rueil, Gallimard, 1944) [col titolo Suburbio e fuga], trad. di Clara Lusignoli, Nota di copertina di Italo Calvino, Collana Nuovi Coralli n.336, Torino, Einaudi, 1970.
- En passant (1944), trad. e cura di Massimo Raffaeli, Collana Polaroid, Brescia, L'Obliquo, 1988.
- Troppo buoni con le donne (On est toujours trop bon avec les femmes, Éditions du Scorpion, 1947, poi Gallimard, 1971; pubblicato sotto lo pseudonimo di Sally Mara / Michel Presle), trad. di Giuseppe Guglielmi, Collana Supercoralli, Torino, Einaudi, 1984; Prefazione di Carlo Boccadoro, Collana Letture, Einaudi, 2024, ISBN 978-88-062-6390-4.
- Tempi duri, Saint Glinglin! (Saint Glinglin, Gallimard, 1948), preceduto da una nuova versione di Gueule de pierre e di Les Temps mêlés, trad., cura e postfazione di Francesco Bergamasco (contiene Prière d'insérer, prefazione dell'Autore del 1948), Introduzione di Renato Minore, Collana Grandi Tascabili Economici n.550, Roma, Newton Compton, 2007, ISBN 978-88-541-0947-6.
- Il diario intimo di Sally Mara (Journal intime, Éditions du Scorpion, 1950, con lo pseudonimo Sally Mara / Michel Presle), trad. di Leonella Prato Caruso, Milano, Feltrinelli, 1991.
- La domenica della vita (Le Dimanche de la vie, Gallimard, 1952), trad. di Anita e Luigi Compagnone, Milano, Longanesi, 1954; trad. di Giuseppe Guglielmi, Collana Supercoralli, Torino, Einaudi, 1987, ISBN 978-88-065-9413-8.
- Zazie nel metró (Zazie dans le métro, Gallimard, 1959), trad. di Franco Fortini, Torino, Einaudi, 1960.
- I fiori blu (Les Fleurs bleues, Gallimard, 1965), trad. di Italo Calvino, Torino, Einaudi, 1967.
- Icaro involato (Le Vol d'Icare, Gallimard, 1968), trad. di Clara Lusignoli, Torino, Einaudi, 1969.

### Poesie
- Quercia e cane. Romanzo in versi (Chêne e Chien, Éditions Denoël, 1937), trad. di Maria Segrebondi, Collana nugae n.72, Genova, Il melangolo, 1995, ISBN 978-88-701-8256-9.
  - Chêne et chien, Gallimard 1969, seguito da Petite cosmogonie portative (riveduto) e Le Chant du Styrène (1959)
- La Leçon de choses
- Les Ziaux, N.R.F., 1943.
- Bucoliques, N.R.F, 1947.
- Une trouille verte, Editions de Minuit, 1947.
- Analyse logique, 1947.
- L'istante fatale (L'Instant fatal, Gallimard, 1946; poi con Les Ziaux nell'ed. 1948), trad. di Franco De Poli, Prefazione di Fabio Scotto, Firenze, Passigli, 2004; trad. della terza parte soltanto: Per un'arte poetica, a cura di Silvia Ferri e Marco Ferri, Brescia, L'Obliquo, 2012.
- Monuments, Éditions du Moustié, 1948.
- Maigrir, 1948.
- Piccola cosmogonia portatile (Petite Cosmogonie portative, 1950 e 1969), Prefazione e trad. di Sergio Solmi, col saggio di Italo Calvino «Piccola guida alla Piccola cosmogonia», Torino, Einaudi, 1982.
- Si tu t'imagines, Paris, Gallimard, 1952. (contiene le tre prime raccolte)
- Sonnets, Éditions Hautefeuille, 1958
- Cent mille milliards de poèmes, 1961.
- Le Chien à la mandoline, Editions Temps Mêlés, 1958 - Gallimard, 1965 (contiene anche Sonnets e Petit suite)
- Courir les rues, Paris, Gallimard, 1967 [contiene anche: Battre la campagne e Fendre les flots]
- Apprendre à voir, 1968.
- Battre la campagne, 1968.
- La Limace, 1968.
- Avec le temps, 1968.
- Fendre les flots, Paris, Gallimard, 1969.
- Morale élémentaire, Paris, Gallimard, 1975.

### Saggi e articoli
- Traité des vertus démocratiques, Cahiers de la NRF, Paris, Gallimard, 1993. [manoscritto del 1937]
- Segni, cifre e lettere e altri saggi (Bâtons, Chiffres et Lettres, Gallimard, 1950 e 1965), trad. di Giovanni Bogliolo, Introduzione di Italo Calvino, Collana Letteratura n.65, Torino, Einaudi, 1981.
- Pour une bibliothèque idéale, 1956.
- Entretiens avec Georges Charbonier, Paris, Gallimard, 1962.
- Bords, Hermann, 1963
- Una storia modello (Une historie modèle, Gallimard, 1966), trad. di Mariolina Romano, Nota introduttiva di Ruggiero Romano, Milano, Fratelli Fabbri Editori, 1973; Collana Saggi brevi n.3, Torino, Einaudi, 1988, ISBN 978-88-061-1421-3.
- Le Voyage en Grèce, Paris, Gallimard, 1973.

### Altro
- Esercizi di stile (Exercises de style, Gallimard, 1947 e 1969), trad. di Umberto Eco, Torino, Einaudi, 1983; nuova ed. con nuovi esercizi, a cura di Stefano Bartezzaghi, Torino, Einaudi, 2005; Roma, Newton Compton, 2011.
- Un conte à votre façon, 1967, pubblicato in Les Lettres nouvelles; ripubblicato nel 1981 in Contes et propos, considerato come il primo librogame.
- « Sur les suites s-additives », Journal of Combinatorial Theory 12, 1972, pp. 31-71.
- Racconti e ragionamenti (Contes et propos, Gallimard, 1981, postumo), trad. di Giuseppe Guglielmi, Prefazione di Michel Leiris, Collana nugae n.44, Genova, Il melangolo, 1993, ISBN 978-88-701-8216-3. [contiene: Destino, Quando lo spirito..., La piccola gloria, Panico, Un giovane francese di nome untale, I, II, Dino, Al limite della foresta]
- Journal 1939-1940, Paris, Gallimard, 1986. [seguito da Philosophes et Voyous]
- Comprendere la follia (Comprendre la folie, 1988 e 2001), trad. di Francesca Sampogna, L'Obliquo, 2003, ISBN 978-88-888-4507-4.
- Journaux 1914-1965, a cura di Anne-Isabelle Queneau, Paris, Gallimard, 1996.
- Hazard e Fissile (Hazard et Fissile, circa 1928-1929, [Le Dilettante, 2008]), trad. di Luca Bianco, Collana L'Arcipelago, Torino, Einaudi 2011, ISBN 978-88-061-9823-7.
- Conosci Parigi? (Connaissez-vous Paris?, da "L'Intransigeant", 1936-38, [ma Gallimard, 2011]), trad. di Antonella Conti, a cura di Odile Cortinovis, Firenze, Barbès, 2012.
- La Légende des poules écrasées, testo teatrale pubblicato su Le Magazine littéraire n.523, settembre 2012.
- Monsieur Phosphore, pièce di teatro incompiuta scritta nel 1940, illustrazioni di Jean-Marie Queneau, 2021.
- Ma vie en chiffres, illustrazioni di Claude Stassart-Springer, 2022.

### Raccolte complessive
- Le œuvres complètes de Sally Mara, Paris, Gallimard, 1962.
- Œeuvres complètes I: Poésies, a cura di Claude Debon, Bibliothèque de la Pléiade n.358, Paris, Gallimard, 1989.
- Romanzi, a cura di Giacomo Magrini, Biblioteca della Pléiade, Torino, Einaudi-Gallimard, 1992, ISBN 978-88-446-0003-7. [contiene: La gramigna, Odile, Pierrot amico mio, Lontano da Rueil, Esercizi di stile, La domenica della vita, Zazie nel metró]
- Œuvres complètes II: Romans I, a cura di Henri Godard, Bibliothèque de la Pléiade n.485, Paris, Gallimard, 2002.
- Œuvres complètes III: Romans II, a cura di Henri Godard, Bibliothèque de la Pléiade n.530, Paris, Gallimard, 2006.
- Album Queneau, iconographie choisie et commentée par Anne-Isabelle Queneau, Paris, Gallimard, 2002.

### Epistolari
- Correspondances Raymond Queneau - Élie Lascaux, Verviers, Temps Mêlés, octobre 1979, pp.126.
- Une correspondance Raymond Queneau - Boris Vian, Les Amis de Valentin Brû, no 21, 1982, pp.48.
- Raymond Queneau et la peinture, Jean Hélion, Les Amis de Valentin Brû, nos 24-25, 1983, pp.100.
- Raymond Queneau et la peinture, II, Enrico Baj, Les Amis de Valentin Brû, no 26, 1984, pp.50.
- Raymond Queneau et la peinture, IV, Élie Lascaux, Les Amis de Valentin Brû, 1985, pp.88.
- 30 lettres de Raymond Queneau à Jean Paulhan, Revue de l'association des amis de Valentin Brû, 1986, pp.102.
- Lettres croisées, 1949-1976 : André Blavier, Raymond Queneau, présentée et annotée par Jean-Marie Klinkenberg, Bruxelles, Éditions Labor, 1988, pp.387.